# Fin del mundo (net art)
El sitio web Fin del Mundo fue una de las primeras plataformas de exhibición y difusión del net.art en Iberoamérica. Con base en Buenos Aires, fue lanzado en 1996 por Gustavo Romano quien fue su codirector junto a Carlos Trilnick, Belén Gache y Jorge Haro.

## Comienzos
Con la idea de generar un espacio en Internet donde compartir piezas artísticas creadas específicamente para la red aprovechando las características de la recién creada WWW, el artista plástico Gustavo Romano mantuvo una serie de charlas con el videasta Carlos Trilnick que desembocaron en una reunión fundacional en el espacio alternativo Babilonia, en la primavera de 1995. En esta reunión participaron además otros artistas de distintas disciplinas, escritores o músicos como Belén Gache, Jorge Haro, Diego M. Lascano, Sabrina Farji, Mariana Bellotto, Pablo Shanton, Martín Weber o Alessandra Sanguinetti. Más tarde también participaría Margarita Paksa.
Meses más tarde, en 1996, Fin del Mundo fue lanzado a la web con más de diez trabajos que experimentaban con la interactividad, lo multimedial, lo hipertextual, lo aleatorio, lo generativo y lo colaborativo, convirtiéndose en un sitio pionero del net art no sólo en el contexto Iberoamericano sino a nivel internacional.
Ese mismo año fue presentado oficialmente en el II Festival Internacional de Video y Artes Electrónicas de Buenos Aires, en el Teatro San Martín, y también en el Instituto Goethe de Buenos Aires. Al año siguiente, Fin del Mundo participó en el Premio Ars Electronica, en la categoría Net Art.

## Actividad
Fin del Mundo como plataforma y muchas de sus obras fueron exhibidas internacionalmente en espacios como el Museo de Arte Moderno de Buenos Aires, o el Espacio Fundación Telefónica en Madrid, así como en bienales internacionales como la I Bienal de Buenos Aires, en el MNBA, la II Bienal del Mercosur, Porto Alegre Brasil o la I Bienal del Fin del Mundo, Ushuaia, Argentina.
Desde entonces se fueron agregado nuevas obras, destacándose por ejemplo los Wordtoys de Belén Gache, antología de piezas creadas entre 1996-2006, considerada una obra fundacional de la poesía digital en español o el caso de IP Poetry, de Gustavo Romano, que fue desarrollada en 2004 gracias a la beca Guggenheim y que fue galardonada en los Premios Vida de la Fundación Telefónica de España.
El sitio estuvo activo desde 1996 hasta 2010, pero sus trabajos siguen estando en línea. A partir de esa fecha, los trabajos posteriores de net art desarrollados por los artistas de Fin del Mundo fueron publicados en sus respectivas webs.
A lo largo de su existencia, Fin del Mundo fue alojado en distintos servidores y tuvo diferentes dominios y subdominios — dentro de webs privadas o hasta como parte de la web de la UBA—, hasta llegar al dominio definitivo: findelmundo.net.ar